# بات تشووت
بات تشووت هو اقتصادي وسياسي أمريكي، ولد في 27 أبريل 1941 في مايبيرل في الولايات المتحدة.